# Daniel García Pérez
Daniel García Rodríguez "Toti" es un futbolista español que juega como mediapunta o extremo y su club actual es el Club Deportivo Guijuelo de la Tercera División de España.

## Trayectoria
Llegó a la cantera de la U.D. Salamanca gracias al Torneo Social de la U.D.S. donde jugaba en el equipo del Colegio Maestro Ávila. Fue escogido como uno de los mejores jugadores del torneo y a la vez escogido para formar parte de la cantera del U.D. Salamanca.
En la temporada 2005-06 llegó al primer equipo junto a otras promesas del conjunto charras como Jimi y Álvaro Tejedor, cuando el equipo acababa de descender a la 2ªB, viviendo el ascenso al ganar la última ronda de la eliminatoria al Sevilla Atlético. Siguió alternando el primer equipo y el filial hasta la temporada 2007-08, en la que pasó a ser oficialmente jugador de la primera plantilla. Permaneció en el conjunto charro hasta la temporada 2010-11, en la cual, tras el descenso de la U.D. Salamanca a Segunda División B, abandonó el equipo de toda su vida.
En la temporada 2011-12 fichó por el Granada C. F., que lo cedió sucesivamente al Cádiz C. F. (2011-12), al Hércules C.F. (2012-13) y al Deportivo Alavés, tras renovar por el Granada C.F. (2012-13) que rechazó la petición de Quique Hernández de que volviera cedido al equipo alicantino.
En verano de 2014, Toti rescindió el contrato con el Granada C.F. para firmar por Deportivo Alavés convirtiéndose en una pieza clave del equipo y ser considerado uno de los mejores jugadores en Segunda División.
El 25 de julio de 2015 se anunció que el jugador salmantino fichaba por el Bangkok Glass F.C. de la Liga Premier de Tailandia tras el pago de una cantidad desconocida al Deportivo Alavés.
En su primera temporada en Asia disputó 16 partidos y marcó un gol, aunque no fue hasta el siguiente curso cuando demostró su mejor nivel. Los 'conejos' quedaron terceros y lograron un puesto en la fase previa de la AFC Champions League. En 2018 descendieron a Segunda, pero Toti no abandonó el club y fue importante en su retorno a la élite.
Tras cinco temporadas en las filas del Bangkok Glass F.C., en diciembre de 2020 firma por el Samut Prakan City Football Club de la Liga Premier de Tailandia.
Finalmente. En el verano de 2021 ha quedado libre y vuelve a España, donde juega en el Club Deportivo Guijuelo.

## Clubes
| Club                            | País      | Año         | Partidos | Goles |
| ------------------------------- | --------- | ----------- | -------- | ----- |
| Unión Deportiva Salamanca B     | España    | 2005-2007   | ?        | ?     |
| U. D. Salamanca                 | España    | 2007-2011   | 87       | 9     |
| Cádiz C. F. cedido              | España    | 2011-2012   | 22       | 1     |
| Hércules C. F. cedido           | España    | 2012-2013   | 20       | 0     |
| Deportivo Alavés*               | España    | 2013- 2014  | 66       | 12    |
| Bangkok Glass Football Club     | Tailandia | 2015 - 2020 |          |       |
| Samut Prakan City Football Club | Tailandia | 2021 - 2021 |          |       |

- La primera temporada cedido y la segunda en propiedad